# 低気圧

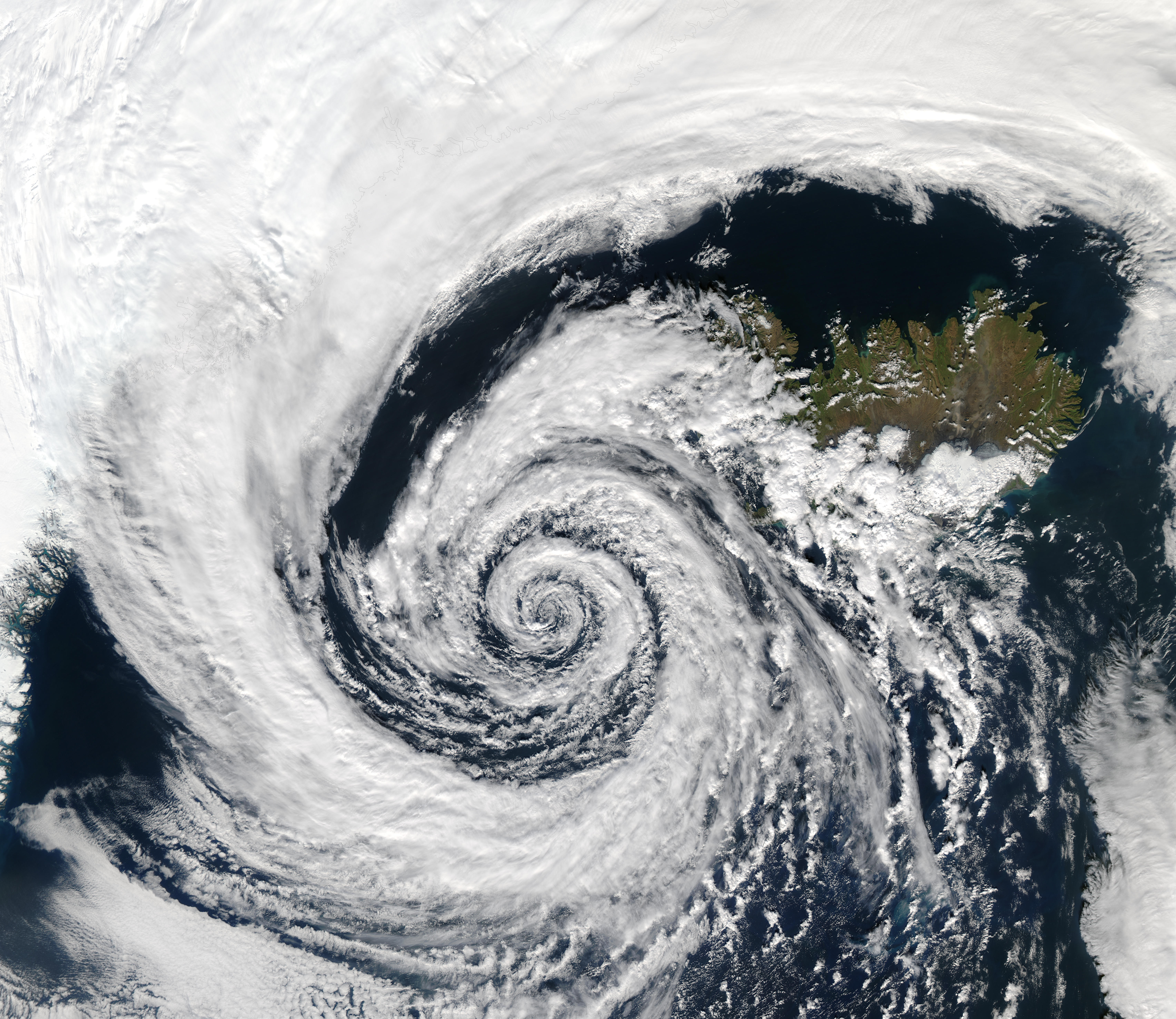
アイスランド南西沖の寒冷低気圧（2003年9月4日）

低気圧（ていきあつ、英語: low pressure）とは、周囲より気圧の低い部分をいう。周囲より気圧が低いと定義されるので、中心気圧が1気圧（1013hPa） より高い低気圧も珍しくない。冬季にシベリア高気圧の圏内に発生する低気圧の中には1030hPa以上のものもしばしば見られる。
一般に、低気圧は雲を伴い、雨や雪や風をもたらす。

## 低気圧の主な特徴

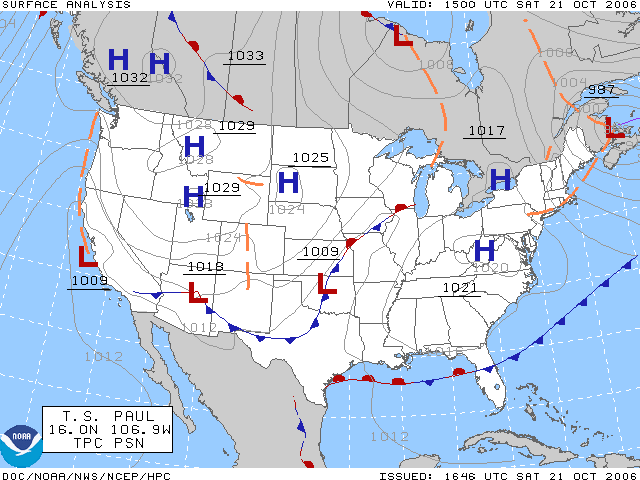
地上天気図、アメリカ合衆国本土とその周辺。天気図上では L の記号で表す。

後述のように、低気圧はその成因などによっていくつかの種類に分類されるが、ここではどの低気圧にも共通する特徴を挙げる。
周囲よりも気圧が低い低気圧は、周囲の空気や風を引き寄せている。これを気象学では、「低気圧は気流を収束させる」と表現する。一般的に、低気圧で収束が起こる範囲は数百km以上であり、時には数千kmにも及ぶ。このような大規模な収束では、気流は気圧傾度力に従って等圧線に直角の方向に収束しようとするものの、コリオリの力を受けてしまうため進路が曲がり最終的には気圧傾度力、コリオリの力、摩擦力が釣り合って等圧線を斜めに流れる。これにより、低気圧の周囲の風は、上から見た場合北半球で反時計回り、南半球で時計回りに回転しながら中心へと吹き込む。ただし、接地層やエクマン層より上の自由大気では摩擦が小さいため気流の発散や収束は無視できるものである。クリストフ・ボイス・バロットはこれを直感的に「北半球において、風を背にして立つと低気圧の中心が左手の方向にある」と表現している（ボイス・バロットの法則）。
低気圧の中心へ向かって収束した風は、中心で低気圧特有の上昇気流を受けて上昇していく。低気圧によって高度は異なるが、加熱により上昇した大気は次第に周囲との温度差が小さくなり浮力を失って、強制的な持ち上げにより上昇した大気は山脈や気団の高さを超えたころから衝突対象を失って滞留するので、上空には高気圧が形成される。ここからは、逆に周囲に向かって空気を放出している（発散させている）。地表低気圧と上空高気圧の位置は、熱帯低気圧などはほぼ同じだが、温帯低気圧では数百kmほどずれて位置する。
低気圧というシステムを動かす「モーター」は上昇気流であり、それを駆動する「エンジン」は雲の発生に伴う潜熱加熱、地表から受ける加熱・暖気との衝突による加熱、地形や温度の異なる気団の衝突による大気の持ち上げなどである。「エンジン」である加熱が強くなると上昇気流が強まって低気圧が発達し、加熱が弱まれば低気圧は勢力を落とす。一方、他の要因で「モーター」である上昇気流が弱まった場合は加熱速度が遅くなって浮力が低下し上昇気流が弱まるように、両者はお互いに相関関係にある。
また低気圧では特に、渦と収束の関係も重要である。上昇気流が強まって収束が強まると、低気圧を取り巻く気流の渦が狭まる。すると渦の回転速度が増す（角運動量保存の法則）。一方、回転速度が速くなりすぎると遠心力が強まる。このような複数の力が抑制しあって、バランスをとりながら低気圧の周りの風は吹いている。また熱帯低気圧に「目」ができるのは、中心では遠心力が気圧傾度力よりも大きくなることで回転を伴う上昇気流が維持できないことが原因のひとつと考えられている。

## 分類

### 温帯低気圧
2つの気団が接するところには、前線ができる。この前線に上空の傾圧不安定波の谷部が西からさしかかると、低気圧が発生し、低気圧の前後において前線活動が活発になる。このような低気圧を温帯低気圧という。
大局的に見ると、温帯低気圧は高温な赤道地域と低温な極地域の気温差によって生ずるものである。赤道と極の気団を分ける「寒帯前線帯」に発生し、両気団の温度差によって発達し、結果として低緯度の高温の空気を極方面に引き上げ、高緯度の低温の空気を赤道方面に引き下ろして、地球の温度分布を均等にする効果を上げている。北半球においては寒候期には大陸と海洋の温度差が非常に大きくなるため、シベリアの東側に位置するアリューシャン列島からベーリング海にかけてと、北米大陸東側とグリーンランドの南側に当るアイスランド付近では、西或いは南西から進んできた温帯低気圧が発達しては停滞する事が繰り返され、定常的な低圧部となる。南半球では、南極周辺で同様の現象が起こるが、南極大陸は年間を通じて低温であり、周辺に目立った大陸が無いので、全域で1年中温帯低気圧の発達が著しく、南緯40度から50度付近は、航海者から「暴風圏」と呼ばれる荒天が続く。発達した温帯低気圧の規模は非常に大きくなり、1000hPaの等圧線の半径が1000kmを越える事も珍しくないが、気圧傾度は比較的ゆるいため、域内の最大風速も後に述べる熱帯低気圧ほど強くなく、40m/s以上になる事はほとんどない。
温帯低気圧による最低気圧の世界記録は、1993年1月10日、イギリスとアイスランドの間の北大西洋上で、天気図解析により決定された915hPa（あるいは912hPaとも）である。日本の気象庁の観測範囲内では、2014年11月8日の午前9時にカムチャッカ付近で解析された920hPaである。
日本に影響する低気圧は、中国・東シナ海で発生し、日本列島を西南西から東北東方向に横切り、三陸沖からアリューシャン列島あたりで最盛期に達し、その後進路が不定になって停滞したりアラスカ方面に進む事が多い。冬季には本州の南岸沿いを進む南岸低気圧が関東など太平洋側に雪を降らせることがある。
熱帯低気圧が北上して前線が生じた上で温帯低気圧に変わることがある。ただし、逆に温帯低気圧から熱帯低気圧に変わることはほとんど無い。温帯低気圧と衰退期の熱帯低気圧とでは構造は確かに類似しているが、発生地域が異なる上、気候にも影響があるため、熱帯低気圧が温帯低気圧に変わることはあっても、温帯低気圧から熱帯低気圧に変わることは無いのである。天気図上は、（冠のない）低気圧が熱帯低気圧に変化（発達）することがあるが、温帯低気圧からの変化ではない。このような熱帯地域で発生する低気圧・低圧部のように温帯低気圧でも熱帯低気圧でもない低気圧も存在し、90W等の番号が付与されることがある。

### 熱帯低気圧
熱帯の海洋上で発生する低気圧を、熱帯低気圧という。成因も構造も温帯低気圧とは異なる。最大の特徴的な違いは前線を伴っていないこと。
熱帯低気圧は、海水面温度が高く（26–27°C）、転向力のある程度大きい北緯（南緯）5–25°の範囲で発生する。
熱帯の大気は通常条件付き不安定な状態にあり、海水面温度が高い海域では蒸発が盛んに行われるため、上昇気流が起きやすい。一方、低緯度では中緯度高気圧（亜熱帯高圧帯）から吹き出す貿易風が恒常的な東風となっているが、その東風の中にしばしば波動が生じる。これを偏東風波動と呼び、この部分は渦度を生じて周囲から渦状に空気が流れ込み、強い上昇気流が起きて気圧が低くなり、積雲や積乱雲が発達する。上昇気流により雲ができて水蒸気が持っていた熱が大気中に放出され、上空の空気の温度が高くなると、このサイクルがますます加速され、低気圧が発達する（第2種条件付不安定・CISK）。
北西太平洋域（北半球の東経100-180°）において熱帯低気圧の域内最大風速が17.2m/s（34kt） を超えると台風となる。北大西洋及び北東太平洋（北半球の西経180度以東）ではハリケーン、南北インド洋や南太平洋ではサイクロンと呼称されるが、台風と同じ熱帯低気圧である台風がさらに発達するためには、海水温が 28℃以上の海域を通過することが重要だとされる。熱帯低気圧は温帯低気圧に比べて規模が小さく、1000hPaの等圧線半径も600kmを越える事は少ないが、特に中心付近で気圧傾度が大きくなっているため猛烈な暴風を伴う。
熱帯低気圧による最低気圧の世界記録は、1979年10月12日、台風第20号において沖ノ鳥島南南東海上でアメリカ軍の気象観測機により実測された870hPaである。
熱帯低気圧（台風など）が中緯度まで北上（北半球の場合）すると、寒気の影響を受け構造に変化が生じ、熱帯低気圧の東側に温暖前線、西側に寒冷前線が生じた上で温帯低気圧に変わる場合が多い。盛夏期にはそのまま衰弱し、熱帯低気圧のまま消滅することもある。

### 寒冷低気圧
偏西風の波動が激しくなると、蛇行が低緯度側へ張り出した部分（気圧の谷）が切り離されて独立した渦となることがある。この部分は極からの寒気が入り込んでいる部分であるので寒冷な低気圧となる。これが、寒冷低気圧［寒冷渦・切離低気圧（カットオフ・ロウ）］といった名で呼ばれる低気圧である。
一般に寒冷低気圧は地上天気図では明瞭ではなく前線を伴わない小低気圧として描かれるか、大陸上では低気圧が確認できないことが多いが、高層天気図においては寒気を伴う非常に顕著な渦として描かれる。
寒冷低気圧の通過の際は大気が非常に不安定となるため、特に、暖かい海域にさしかかると積乱雲が発達して激しい雷雨や集中豪雨（冬季は大雪）をもたらすことがある。また、レーダー上には顕著なスパイラルバンドが見られる場合もある。寒冷低気圧は偏西風の流れから切り離されているため動きが遅く悪天候が数日間続く。このことから「雷三日」という言い習わしがある。
冬季に日本列島の上空を通過すると、日本海側で大雪になりやすい。稀に関東平野など太平洋側にもに雪をもたらすことがある。
日本周辺で夏季に発生する場合、アリューシャン列島からミッドウェイ近傍で発生した蛇行から切り離され、一週間程度で小笠原近海まで南西方向に進むケースが見られる。これに対応して熱帯低気圧の発達が観測されることから、台風の発達との関連を指摘する研究がある。

### 熱的低気圧
大陸は海洋に比べて暖まりやすいため低気圧となる（熱的低気圧）。局地的で小規模なものは海陸風の原動力となり、大陸規模のものはモンスーンの原動力となる。

### 地形性低気圧
台風や強大な温帯低気圧が山脈や大きな島を横断する場合、或いは広範囲に強い風が吹走して同様の地形にぶつかった場合など、風の流れが一部分切り離されて渦となり、小さな低気圧として認められる場合がある（地形性低気圧）。

### 極低気圧
極気団の内部で発生する低気圧を極低気圧という。冬の日本海（特に秋田沖付近）でも発生することがある。発生の要因は、条件付不安定、順圧不安定、傾圧不安定などである。寒冷低気圧の小型版との見方もある。

## 爆弾低気圧（猛烈低気圧）
爆弾低気圧 ("bomb" cyclone) とは、急速に発達し、熱帯低気圧（台風）並みの暴風雨、または暴風雪をもたらす温帯低気圧を指す俗語。1980年にMITの気象学者フレデリック・サンダース (Frederick Sanders) らが存在を提唱して以降、様々な気象学者がその定義や解析を試みているが、「12時間以上にわたって中心気圧が1時間あたり1hPa以上低下した温帯低気圧」を指すことが多い。熱帯低気圧の急発達は一般的なため、爆弾低気圧とは呼ばない。
高緯度であるほど発生頻度が高い傾向にあるため、高緯度ほどコリオリの力の増大により同じ気圧傾度でも地衡風の風速が弱いことを考慮して、時間あたりの低下気圧に (sinφ/sin60°) を掛けて緯度補正を行う定義も用いられることがある（φ=緯度）。たとえば北緯40度線（日本でいえば秋田県男鹿市）の上空での場合、24hPa×sin（40°）/sin（60°）=約17.8hPaの気圧が24時間以内に低下した場合に爆弾低気圧と呼ばれるようになる。但し日本の気象庁は予報用語の中で「使用を控える用語」と分類し、「急速に発達する（した）低気圧」などと言い換えるとしている。また、NHKでは、前記のほか「猛烈に発達する（した）低気圧」などと表現する事もある。読売新聞は2013年1月に「爆弾低気圧」を「猛烈低気圧」に言い換える事を記載した。
冷たく乾燥した大陸性気団と暖かく湿った海洋性気団が衝突する大陸辺縁部の、特に東岸で、冬季に多くみられる現象。日本海（特に佐渡沖周辺と秋田沖周辺）や三陸沖、千島列島・アリューシャン列島南方、アメリカ・カナダの東海岸などで多く観測される。冬季の対流圏上層で傾圧（気圧傾度）が非常に大きい地域の風下（東方）、また顕著な暖流の流域にあることから、これらが発達に関与していると考えられている。
日本付近では10月から1月頃の冬の嵐の時期、2月から3月の春一番の時期が最も多く、4月中旬から5月中旬までのメイストームの時期にもみられる。日本海低気圧が日本海から北日本を通過する際に急速に発達し、三陸沖でさらに猛烈に発達する例が多い。アメリカ・カナダでも同様に、冬季にノーイースターと呼ばれる嵐はしばしば爆弾低気圧である。

### 派生現象
爆弾低気圧は非常に発達することから強風に伴い高波を発生させるほか、地震波のP波,S波も発生させる。

## 名称
2002年、ベルリン自由大学気象研究所が、高気圧や低気圧の命名権の販売を開始した。徳島県徳島市在住の団体職員兼気象予報士の男性が、日本人として初めて購入した。購入者は自分自身の名を低気圧に命名し、2005年秋、日本人名をつけた史上初の低気圧「タカシ（TAKASHI）」が誕生した。